# Diakiwka (obwód sumski)
Diakiwka (ukr. Дяківка) – wieś na Ukrainie, w obwodzie sumskim, w rejonie konotopskim, w hromadzie Buryń. W 2001 liczyła 707 mieszkańców.